# Alcedar
Alcedar è un comune della Moldavia situato nel distretto di Șoldănești di 1.548 abitanti al censimento del 2004.

## Località
Il comune è formato dall'insieme delle seguenti località (popolazione 2004):
- Alcedar (1.076 abitanti)
- Curătura (471 abitanti)
- Odaia (1 abitante)